# Ostànino
Ostànino (en rus: Останино) és un poble de l'óblast de Sverdlovsk, a Rússia, segons el cens del 2010 tenia 451 habitants.